# Christian August Nagel

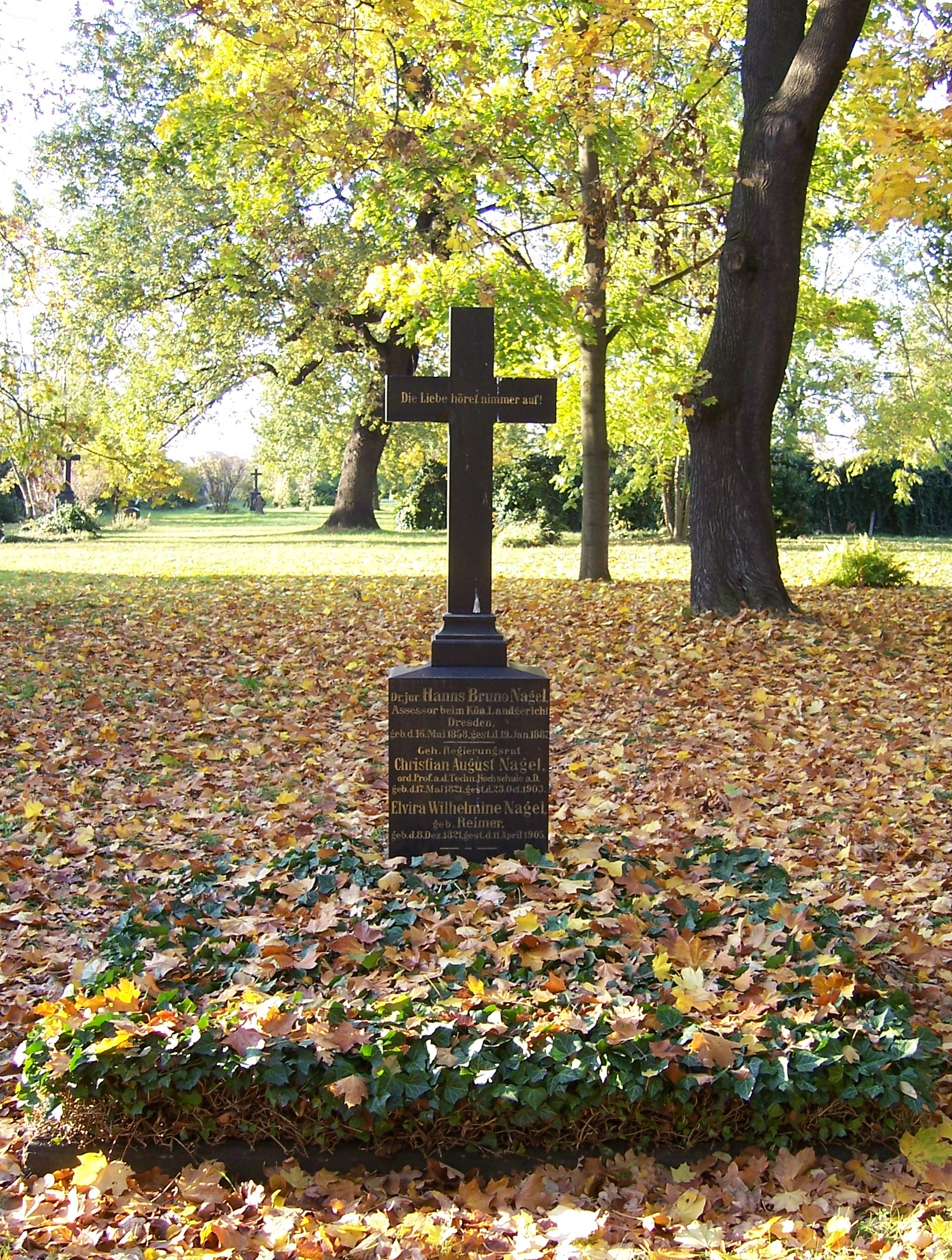
Sepultura de Christian August Nagel no Alter Annenfriedhof em Dresden.

Christian August Nagel (Grünberg, Ottendorf-Okrilla, 17 de maio de 1821 – Dresden, 23 de outubro de 1903) foi um geodesista alemão.
Christian August Nagel morreu em 23 de outubro de 1903 aos 82 anos de idade. Está sepultado no Alter Annenfriedhof em Dresden.

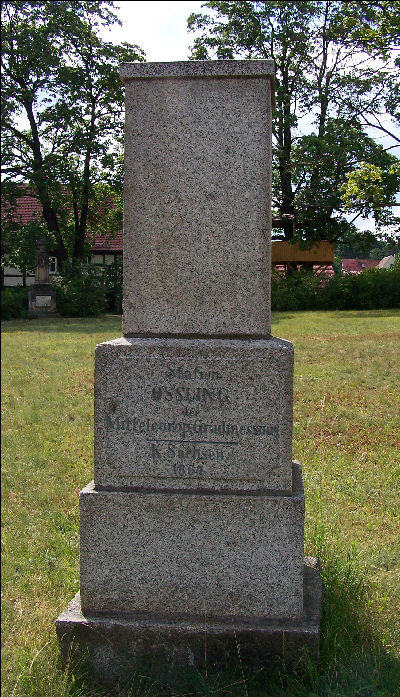
Coluna de Nagel no Oßlinger Berg entre Kamenz e Hoyerswerda
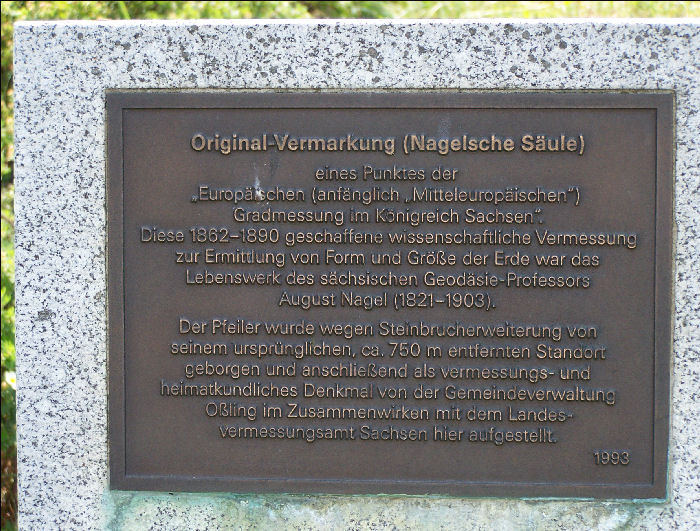
Placa no Oßlinger Berg
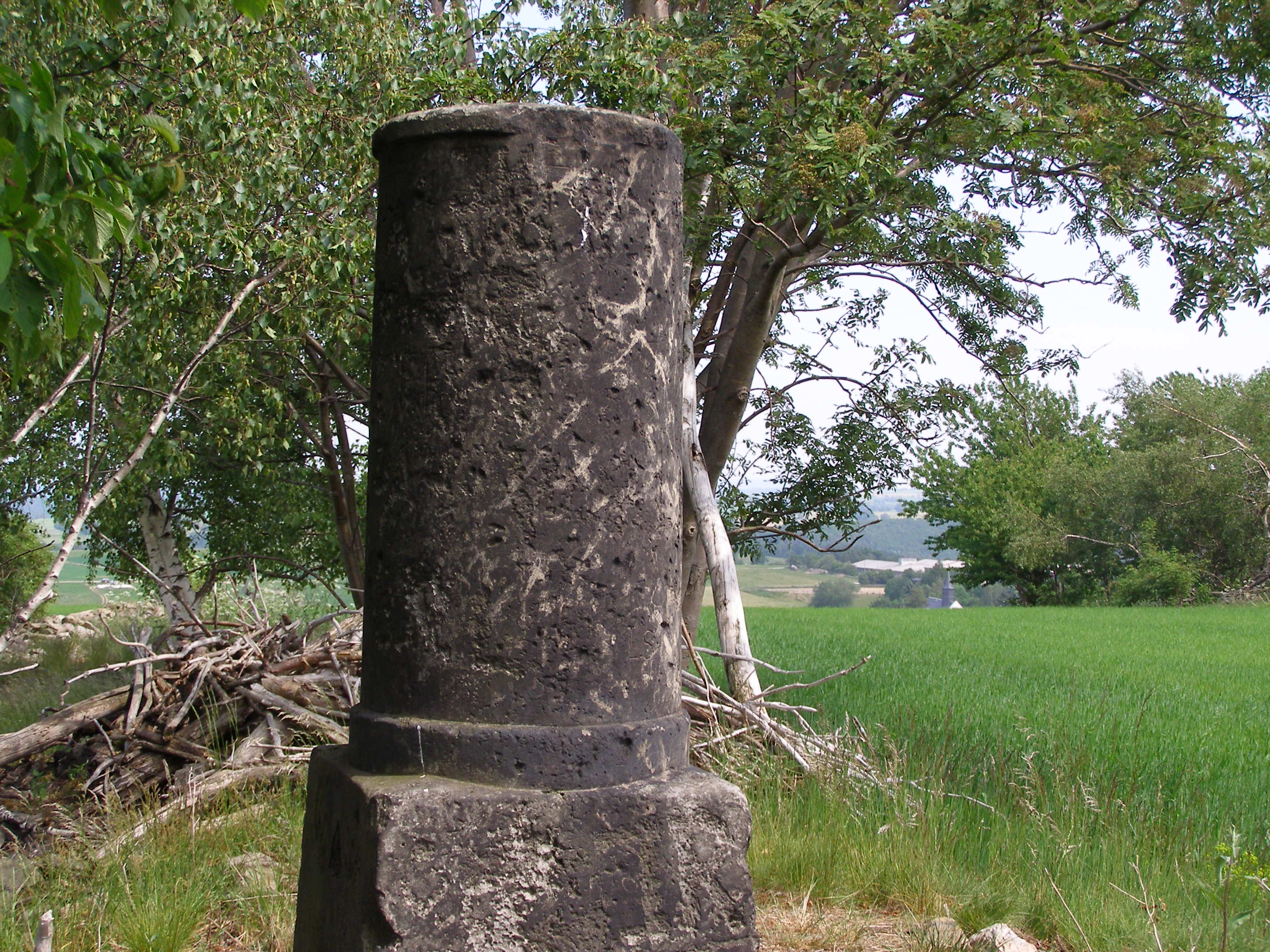
Coluna de Nagel em Dittersdorf (Glashütte)
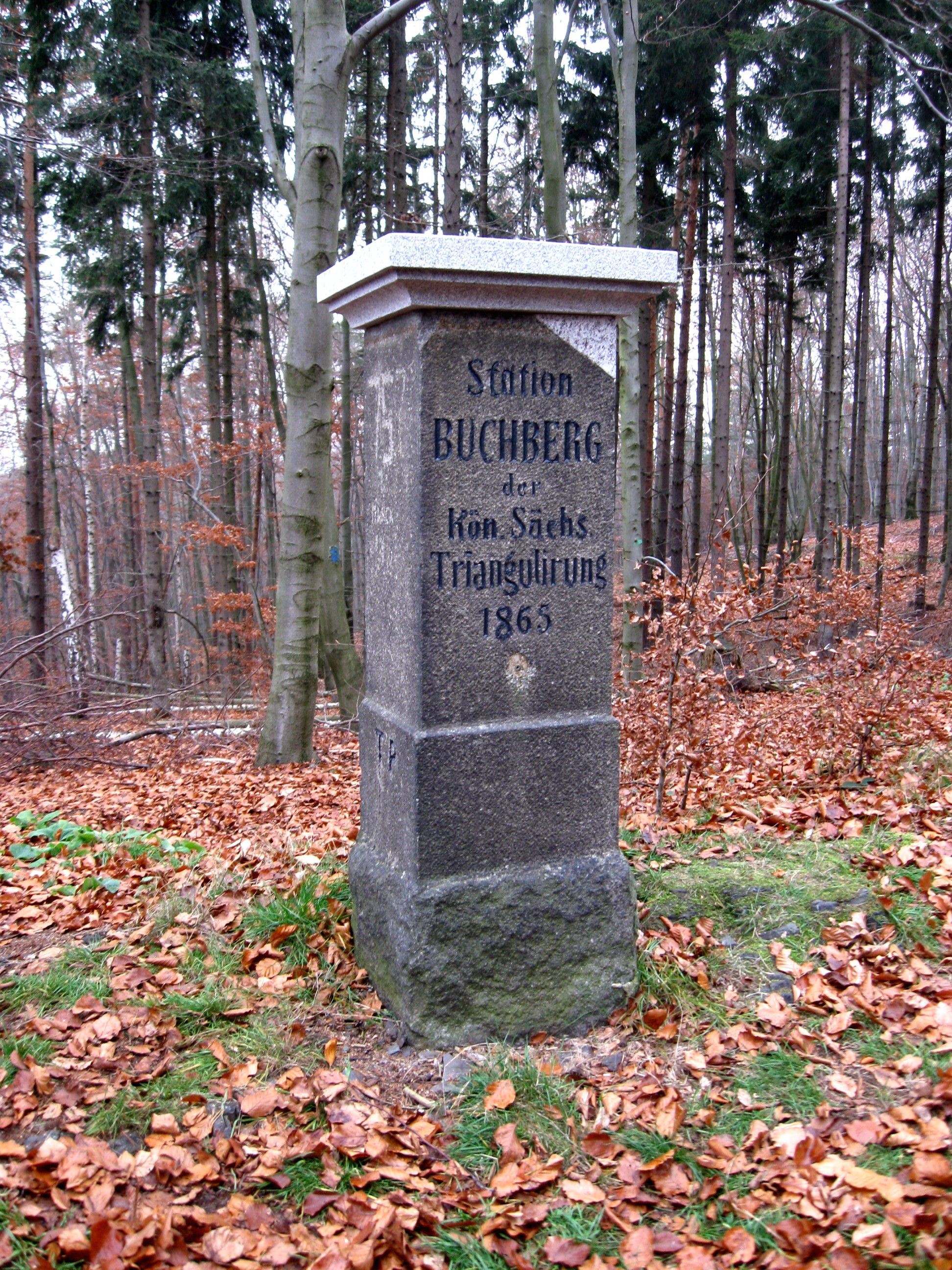
Nagelsche Säule o Buchberg m Laußnitz, inaugurado após restauração em 24 de novembro de 2012 (Localização: Predefinição:CoordinateMAIN)
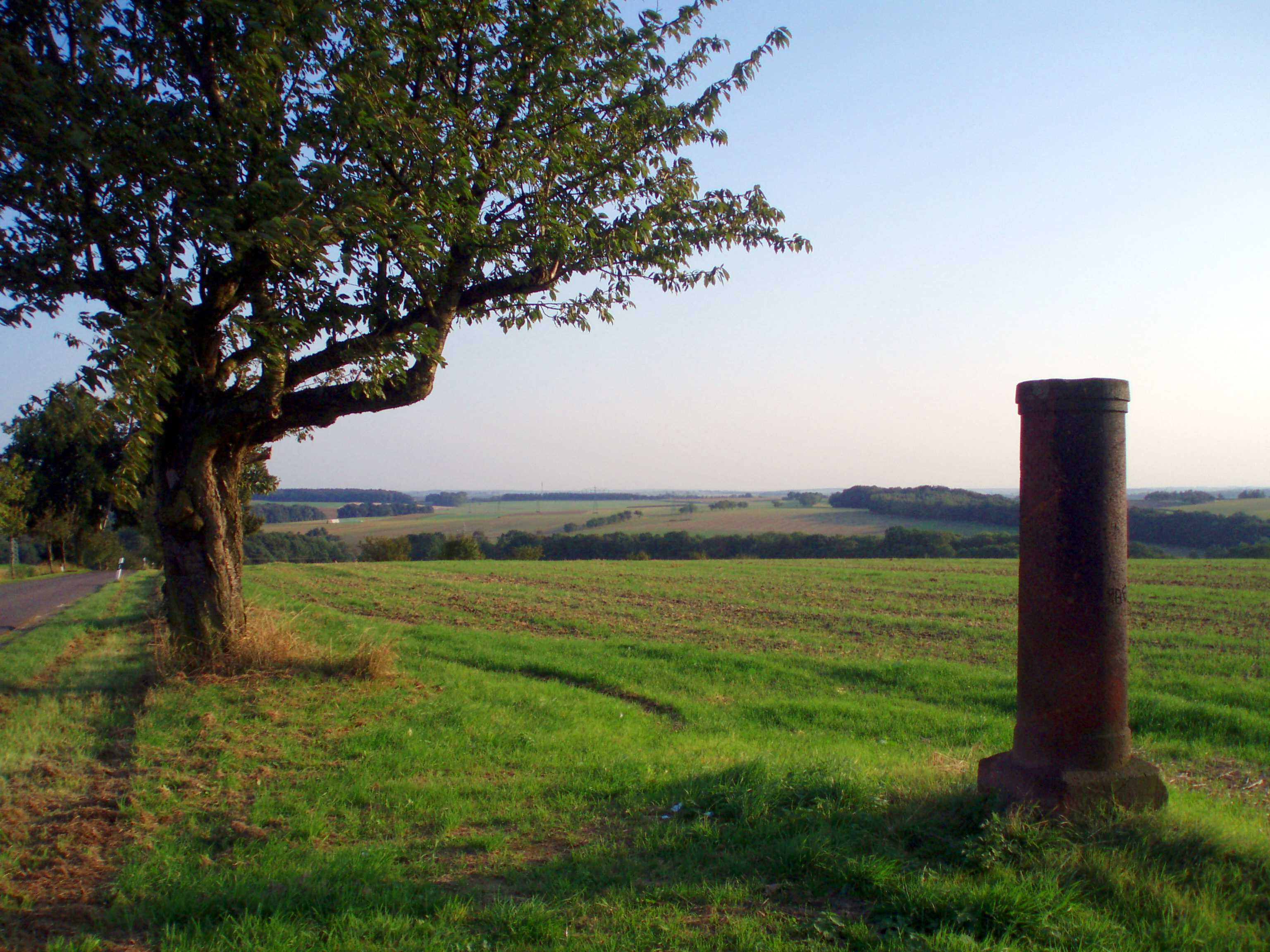
Coluna em Kohren-Sahlis

## Obras
- Die Messung der Basis für die Triangulirung des Erzgebirgischen Kohlenbassins. 1861.
- Trigonometrisches Netz zwischen Dresden und Mockritz, Gemeinschaftsarbeit mit Studierenden, 1873.
- Die Vermessungen im Königreiche Sachsen, eine Denkschrift mit Vorschlägen für eine auf die europäische Gradmessung zu gründende rationelle Landesvermessung. 1876.
- Zur Literatur der Geodäsie. In: Der Civilingieur: Zeitschrift für das Ingenieurwesen. N.F. Bd. XXIII (1877), Sp. 185 ff. (Online)
- Astronomisch-geodätische Arbeiten für die europäische Gradmessung im Königreich Sachsen, Bd. 1–4, ab 1882.
- Das trigonometrische Netz 1. Ordnung. Mit sieben lithographierten Tafeln und 32 in den Text gedruckten Figuren. 1890.
- Die Grundlehren der Methode der kleinsten Quadrate ohne Wahrscheinlichkeits-Rechnung. In: Der Civilingieur: Zeitschrift für das Ingenieurwesen. 1896.